# استون‌هنج ۹۳۲۵
سیارک ۹۳۲۵ (به انگلیسی: 9325 Stonehenge، نامگذاری:1989GG4) نه هزار و سیصد و بیست و پنجمین سیارک کشف شده‌است که در ۳ آوریل ۱۹۸۹ کشف شد.
قدر مطلق سیارک برابر ۲۴.۵ است.